# Euploea lonia
Euploea lonia är en fjärilsart som beskrevs av Hans Fruhstorfer 1904. Euploea lonia ingår i släktet Euploea och familjen praktfjärilar. Inga underarter finns listade i Catalogue of Life.